# Giải BAFTA lần thứ 7
Giải BAFTA lần thứ 7, được trao bởi Viện Hàn lâm Nghệ thuật Điện ảnh và Truyền hình Anh quốc năm 1954 để tôn vinh những bộ phim xuất sắc nhất năm 1953.

## Chiến thắng và đề cử

### Phim hay nhất
Jeux Interdits 
- The Bad and the Beautiful
- Come Back, Little Sheba
- The Cruel Sea
- Due soldi di speranza
- From Here to Eternity
- Genevieve
- The Heart of the Matter
- Julius Caesar
- The Kidnappers
- Lili
- The Medium
- Mogambo
- Moulin Rouge
- Nous sommes tous des assassins
- Le Petit monde de Don Camillo
- Roman Holiday
- Shane
- The Sun Shines Bright

### Nam diễn viên nước ngoài xuất sắc nhất
Marlon Brando trong Julius Caesar 
- Spencer Tracy trong The Actress
- Van Heflin trong Shane
- Eddie Albert trong Roman Holiday
- Gregory Peck trong Roman Holiday
- Claude Laydu trong Journal d'un cure de campagne
- Marcel Mouloudji trong Nous sommes tous des assassins

### Nam diễn viên Anh xuất sắc nhất
John Gielgud trong Julius Caesar 
- Jack Hawkins trong The Cruel Sea
- Kenneth More trong Genevieve
- Trevor Howard trong The Heart of the Matter
- Duncan Macrae trong The Kidnappers

### Nữ diễn viên Anh xuất sắc nhất
Audrey Hepburn trong Roman Holiday 
- Celia Johnson trong The Captain's Paradise

### Nữ diễn viên nước ngoài xuất sắc nhất
Leslie Caron trong Lili 
- Shirley Booth trong Come Back, Little Sheba
- Maria Schell trong The Heart of the Matter
- Marie Powers trong The Medium

### Phim tài liệu hay nhất
The Conquest of Everest 

### Phim Anh hay nhất
Genevieve 
- The Cruel Sea
- The Heart of the Matter
- The Kidnappers
- Moulin Rouge

### Diễn viên mới xuất sắc nhất
Norman Wisdom trong Trouble in Store 

### Giải Liên Hợp Quốc
World Without End

### Giải Đặc biệt
The Romance of Transportation in Canada 